# Василікі Калогера
Василікі «Вікі» Калогера (грец. Βασιλική «Βίκυ» Καλογερά, англ. Vassiliki «Vicky» Kalogera; нар. 1971, Серрес, Центральна Македонія, Греція) — грецький і американський вчений-астрофізик, один з провідних у світі фахівців у галузі вивчення астрофізичних компактних об'єктів (білі карлики, нейтронні зорі, чорні діри). Відіграла ключову роль у відкритті гравітаційних хвиль, передбачених Альбертом Ейнштейном.
Професор і заступник завідувача кафедри фізики і астрономії Коледжу мистецтв і наук імені Вайнберг Північно-Західного університету (NU), співзасновник і директор Центру міждисциплінарних досліджень в астрофізиці (CIERA) при NU, а також провідний член міжнародного наукового співтовариства LIGO, що займається пошуком гравітаційних хвиль, і член ради директорів Великого синоптичного оглядового телескопа.
В 2008 році журнал «Astronomy» помістив ім'я Калогери в список «Топ-10 висхідних зірок у галузі астрономії».

## Біографія
Народилася в 1971 році в Серрес (Центральна Македонія, Греція).
В 1992 році закінчила Університет імені Арістотеля в Салоніках зі ступенем бакалавра наук у галузі фізики.
Після закінчення докторантури була постдокторанткою в Гарвард-Смітсонівському центрі астрофізики.
З 2001 року працює на кафедрі фізики і астрономії Коледжу мистецтв і наук імені Вайнбергів Північно-Західного університету (NU), послідовно займаючи посади асистент-професора (2001—2005), асоційованого професора (2005-2009), професора (з 2009 року)  і заступника завідувача кафедри (з 2015 року), а також директора Центру міждисциплінарних досліджень в астрофізиці (C IERA) при NU (з 2012 року, в 2009-2012 — співдиректор).
Дослідження Калогери фінансуються Національним науковим фондом, Національним управлінням з аеронавтики і дослідженню космічного простору (NASA), а також Північно-Західним університетом.

## Наукові досягнення
Калогера — старший співробітник міжнародної команди, яка отримала перші прямі свідоцтва існування гравітаційних хвиль.

## Нагороди та визнання
- Член Американського астрономічного товариства
- Член Американського фізичного товариства[16]
- 2002: Премія імені Енні Джамп Кеннон в галузі астрономії[17]
- 2002: Стипендія Девіда і Люсіль Паккардів[en]у галузі науки та Інжинірингу[18]
- 2004: Стипендія Коттрелла у галузі астрономії[19]
- Премія «CAREER[en]» у галузі астрономії від Національного наукового фонду[20]
- 2008: Премія Марії Гепперт-Майер[en][21]
- 2012: Стипендія Саймонса[en] у галузі теоретичної фізики[22]
- 2016: Премія Ганса Бете[en][23]
- 2017: Премія Мартіна Е. і Гертруди Дж. Вальдерыв за передові наукові дослідження[4]
- 2018: член Національної академії наук США[24].
- 2018: Премія Денні Гайнемана з астрофізики Американського інституту фізики[25][26]

## Доробок
- D. W. Kim, G. Fabbiano, V. Kalogera, et al., Probing the Low-Luminosity X-Ray Luminosity Function in Normal Elliptical Galaxies, Astrophysical Journal 652, 1090 (2006).
- Eccentricities of Double Neutron Star Binaries, Astrophysical Journal 652, 540 (2006).
- M. Freitag, P. Amaro-Seoane, and V. Kalogera, Stellar Remnants in Galactic Nuclei: Mass Segregation, Astrophysical Journal 649, 91 (2006)
- J. Sepinsky, V. Kalogera, and K. Belczynski, Are Supernova Kicks Responsible for X-ray Binary Ejection from Young Clusters?, Astrophysical Journal 621, L37 (2005).
- B. Willems, V. Kalogera, and M. Henninger, Pulsar Kicks and Spin Tilts in the Close Double Neutron Stars PSR J0737-3039, PSR B1534+12, and PSR B1913+16, Astrophysical Journal 616, 414 (2004).
- V. Kalogera, et al., The Cosmic Coalescence Rate for Double Neutron Star Binaries, Astrophys. J. Lett. 601, Issue 2, L179 (2004).
- V. Kalogera, M. Henninger, N. Ivanova, and A. R. King, An Observational Diagnostic for Ultraluminous X-Ray Sources, Astrophys. J. Lett. 603, Issue 1, L41 (2004).[5][27]